# Thandika Mkandawire
Thandika Mkandawire (10 octobre 1940 - 27 mars 2020) , est un économiste malawien, titulaire de la chaire de développement africain et professeur de développement de l'Afrique à la London School of Economics,,. Ses travaux font références au sein des sciences sociales africaines. Ses recherches portent sur la théorie du développement et la politique économique et sociale, avec une approche comparative.

## Biographie

### Enfance
Thandika Mkandawire est né au Zimbabwe d'un père malawien et d'une mère zimbabwéenne. Il a passé une grande partie de sa petite enfance en Zambie, mais a ensuite déménagé au Malawi à l'adolescence.

### Carrière
Mkandawire a obtenu son Bachelor of Arts et son Master of Arts en économie à l'Université d'État de l'Ohio. Mkandawire a travaillé comme professeur aux universités de Stockholm et du Zimbabwe. Il a ensuite été directeur de l'Institut de recherche des Nations unies pour le développement social, et directeur du Conseil pour le développement de la recherche en sciences sociales en Afrique CODESRIA, basé au Sénégal,. Il a siégé au conseil d'administration du Social Science Research Council. Thandika Mkandawire a reçu des diplômes honorifiques de l'Université d'Helsinki, de l'Université du Ghana et de l'Université de York. Il a été président et professeur de développement de l'Afrique à la London School of Economics and Political Science. Il a été professeur « Olof Palme » à l'Institut suédois d'études du futur,.

### Décès
Thandika Mkandawire est décédé à Stockholm, en Suède, le 27 mars 2020, à l'âge de 79 ans , des suites d'un accident vasculaire cérébral en janvier de la même année.

## Recherches
Selon le CODESRIA, Thandika Mkandawire s'inscrit dans des points de vue alternatifs à la théorie économique dite néolibérale. Son travail se caractérise par une approche multidisciplinaire, combinant l'économie et les sciences politiques. Son domaine principal d'étude est l'Afrique, où il possède une connaissance approfondie des études de cas spécifiques pour étayer ses arguments théoriques. Au fil du temps, il a élargi son champ de recherche en incluant des exemples d'Asie et d'Amérique latine. Ses perspectives sur l'expérience asiatique et son application à l'Afrique apportent un contrepoint aux discours des études financées par la Banque mondiale. Son analyse des interactions entre réforme économique et démocratisation a contribué de manière significative à l'avancement des connaissances en économie du développement, et il est reconnu pour avoir introduit l'expression « démocraties sans choix » dans le champ intellectuel.

## Ouvrages
- Mkandawire, Thandika ed. 2004 Social Policy in a Development Context. Basingstoke: Palgrave Macmillan.
- Mkandawire, Thandika, 2007. "Targeting and Universalism in Poverty Reduction," in Policy Matters: Economic and Social Policies to sustain equitable development. Jose Antonio Ocampo, Jomo K. Sundaram, and Sarbuland Khan eds. Hyderabad/London/Penang: Orient/Longmans/Zed Books/TWN.
- Mkandawire, Thandika, 2011. "Institutional Monocropping and Monotasking in Africa," in Good Growth and Governance in Africa: Rethinking Development Strategies -Akbar Noman, Kwesi Botchwey, Howard Stein, and Joseph E. Stiglitz.  (ISBN 9780199698561).
- Mkandawire, Thandika, 2005 African Intellectuals: Rethinking Politics, Language, Gender and Development. Zed Books[12].